# De Ceremoniis
De Ceremoniis (también escrito como caeremoniis y cerimoniis) o De cerimonii aulae Byzantiae es el título en latín de una obra de compilación producida por el emperador bizantino Constantino VII (913-959), y parcialmente revisada o actualizada en virtud de Nicéforo II Focas (963-969), tal vez bajo la dirección de Basilio, el Parakoimomenos imperial. En él se describen los procedimientos ceremoniales, a menudo en detalle, desde la perspectiva de los funcionarios judiciales, y las direcciones de otros asuntos en la medida en que afectaron el ritmo del día a día en la vida en Constantinopla. Uno de sus apéndices, son los tres Tratados de Expediciones militar imperial.